# Carewicz (operetka)
Carewicz (niem. Der Zarewitsch) – operetka Franza Lehára z librettem Beli Jenbacha i Heinza Reicherta z 1927 roku, powstała na podstawie sztuki Gabrieli Zapolskiej Carewicz (Czterdziesty pierwszy Czerkies) z 1917 roku.
Prapremiera miała miejsce 16 lutego 1927 roku w Berlinie. Polska premiera odbyła się 11 sierpnia 1931 w Warszawie.

## Ekranizacje
Operetka została kilkakrotnie zekranizowana:
- Carewicz – niemiecki film niemy z 1928 roku[1]
- Carewicz – niemiecki film muzyczny z 1933 roku[2]
- Carewicz –  francusko-niemiecki film muzyczny z 1954 roku[3]
- Carewicz –  austriacki film muzyczny z 1963 roku[4]
- Carewicz – niemiecki film muzyczny z 1973 roku (z Wiesławem Ochmanem w roli głównej)[5]